# مديرية الضحي

تعديل مصدري - تعديل

مديرية الضحى إحدى مديريات محافظة الحديدة في غرب اليمن. بلغ عدد سكانها 54503 نسمة عام 2004.

موقع مديرية الضحى في محافظة الحديدة